# René Peeters
Pour les articles homonymes, voir Peeters.
René Peeters, né le 18 août 1898 à Nancy (Meurthe-et-Moselle) et mort le 17 juin 1979 à Vandœuvre-les-Nancy, est un syndicaliste, résistant et homme politique socialiste français.

## Biographie
Fils d'un typographe belge installé à Nancy, qu'il perd à l'âge de 11 ans, il travaille comme ouvrier dans la métallurgie avant de s'engager, à 18 ans, dans la Marine. De retour à la vie civile, en 1919, il commence à militer dans le syndicalisme. Employé à partir de 1925 à l'usine SEITA de Nancy, où travaillait sa mère, il devient secrétaire du syndicat des tabacs de Nancy en 1933.
Membre de la Section française de l'Internationale ouvrière (SFIO), il est de 1925 à 1936 secrétaire de la fédération socialiste de Meurthe-et-Moselle.
Engagé dans la résistance, il participe à la formation du mouvement Libération-Nord. Président du Comité départemental de Libération de Meurthe-et-Moselle dès 1943, responsable régional de la CGT clandestine, il est fait compagnon de la Libération. Son activité résistante lui vaudra aussi la Légion d'honneur, la médaille militaire, la croix de guerre et la médaille de la Résistance.
Membre de l'Assemblée consultative provisoire, il est, en 1945, élu député, sous l'étiquette SFIO, à la première assemblée constituante. La liste SFIO qu'il mène obtient 21,8 % des voix et arrive en tête, permettant l'élection d'un deuxième socialiste, Pierre-Olivier Lapie. Réélu en mai 1946, avec 22,2 % des voix, il ne se représente pas en novembre, préférant se consacrer à ses activités syndicales. Il est cependant élu secrétaire de la fédération socialiste.
Ayant fait le choix de la scission de la CGT, il participe au congrès fondateur de Force ouvrière, où il est chargé du rapport de la commission d'orientation syndicale. Élu secrétaire de l'Union départementale de Meurthe-et-Moselle, il siège aussi à la commission exécutive confédérale nationale de FO, et siège au Conseil économique.
Cédant son mandat de secrétaire de l'UD à Gérald Villeneuve en 1956, il est élu président de cette structure, rôle plus honorifique. En 1958, il quitte le conseil économique, et se retire progressivement de la vie publique.
Il était également l’auteur d’un ouvrage : La résistance ouvrière en Lorraine de 1940 à 1944.

## Décorations
- Chevalier de la Légion d'honneur
- Compagnon de la Libération par décret du 17 novembre 1945
- Croix de guerre 1914-1918 avec palmes
- Croix de guerre 1939-1945 (2 citations)

## Sources
- Biographie sur le site de l'Assemblée nationale
- Dictionnaire biographique, mouvement ouvrier, mouvement social, notice d'Étienne Kagan
- Biographie sur le site des compagnons de la libération